# クール・ディバイシスシリーズ
クールディバイシスシリーズとは1995年から1997年までTDKコアよりVCやLDで発売されていたアダルトアニメシリーズ。各巻30分。後にリイド社からDVDで再発売された（販売はブロードウェイ）。
日本国外ではクリティカル・マス・ビデオからDVDで発売された。

## 作品一覧
クールディバイシスシリーズ01：CURIOUS FRUIT 奇妙な果実
1995年4月25日発売。MON-MON原作・キャラクターデザイン。
クールディバイシスシリーズ02：SACRED GIRL 聖少女
1995年10月21日発売。うたたねひろゆきの『SACRED GIRL 聖少女』が原作となっている。
クールディバイシスシリーズ03：愛玩少女
1996年2月21日発売。プロトンザウルス原作。
クールディバイシスシリーズ04：綺麗 KI・RE・I
1996年3月21日発売。琴義弓介が原作・監修・キャラクター原案。アニメーションキャラクターデザインは大平直樹。
クールディバイシスシリーズ05：SEEK 牝奴隷 大倉真梨乃
1996年7月21日発売。『SEEK 〜地下室の牝奴隷達〜』が原作となっている。
クールディバイシスシリーズ06：SEEK-2 女王沙貴
1996年9月21日発売。『SEEK 牝奴隷 大倉真梨乃』の続編。
クールディバイシスシリーズ07：YELLOW STAR
1996年11月30日発売。梅津泰臣原作・キャラクターデザイン。
クールディバイシスシリーズ08：奴隷戦士マヤ VOL.1
1996年12月18日発売。このどんとの漫画『奴隷戦士マヤ 誕生編』が原作となっている。
クールディバイシスシリーズ09：奴隷戦士マヤ VOL.2
1997年1月30日発売。『奴隷戦士マヤ VOL.1』の続編。
クールディバイシスシリーズ10：拘束 BINDING
1997年1月30日発売。ペルシャソフト原作。
クールディバイシスシリーズ11：アイドル堕天使 理奈
1997年11月28日発売。MON-MON原作・キャラクターデザイン。